# ネタニヤ
ネタニヤ（ヘブライ語: נְתַנְיָה、英: Netanya、Nathania）は、イスラエルの中央地区北部、シャロン平原に位置する都市。同地区の中心都市である。テルアビブの北30km、ハイファの南56kmにあり、南にポレグ川、北にアビハイル川が流れる。
14kmにわたって続くビーチにより、観光地として人気が高い。住民はアメリカ合衆国、イギリス、カナダなどの英語圏から渡ってきた人々が多い。
イスラエル中央統計局 (CBS) によると、市の総人口は18万3200人（2009年末）で、2020年には35万人に達すると見込まれている。さらに市から10km圏内にも15万人が暮らしている。現在の市長はミリアム・ファイエルベルグ＝イカル。

## 歴史

### 建設
ネタニヤ入植地創設の案が持ち上がったのは、ジフロン・ヤアコヴにあるブネイ・ビンヤミン協会の会議上でのことだった。用地はポレグの古代遺跡近くに決まり、イスラエルに多額の経済的援助を施したユダヤ系アメリカ人の慈善家、ネイサン・ストラウスにちなみ名づけられることになった。1928年にブネイ・ビンヤミン協会の会員らがウム・ハリード村の350エーカー（1.4平方キロメートル）の土地を購入、入植地の創設を宣言した。しかし、アラブ人の地主は住んでいなかったことから、イギリス委任統治領時代にはたして購入が行われたのか、イスラエルとパレスチナとの間で激しい論争となっている。
モーシェ・シャケド率いるグループが1928年12月14日に井戸の掘削をはじめ、翌年2月に水脈を発見した。これを機に同月18日、最初の5名がネタニヤに到着し耕作に励んだ。6月には入植者に土地が分配され、ゆっくりと開拓の歯車が回りはじめた。8月の嘆きの壁事件とアラブ人虐殺で入植者らは2週間退避したが、9月には最初の家10軒の定礎式が行われた。

### 発展

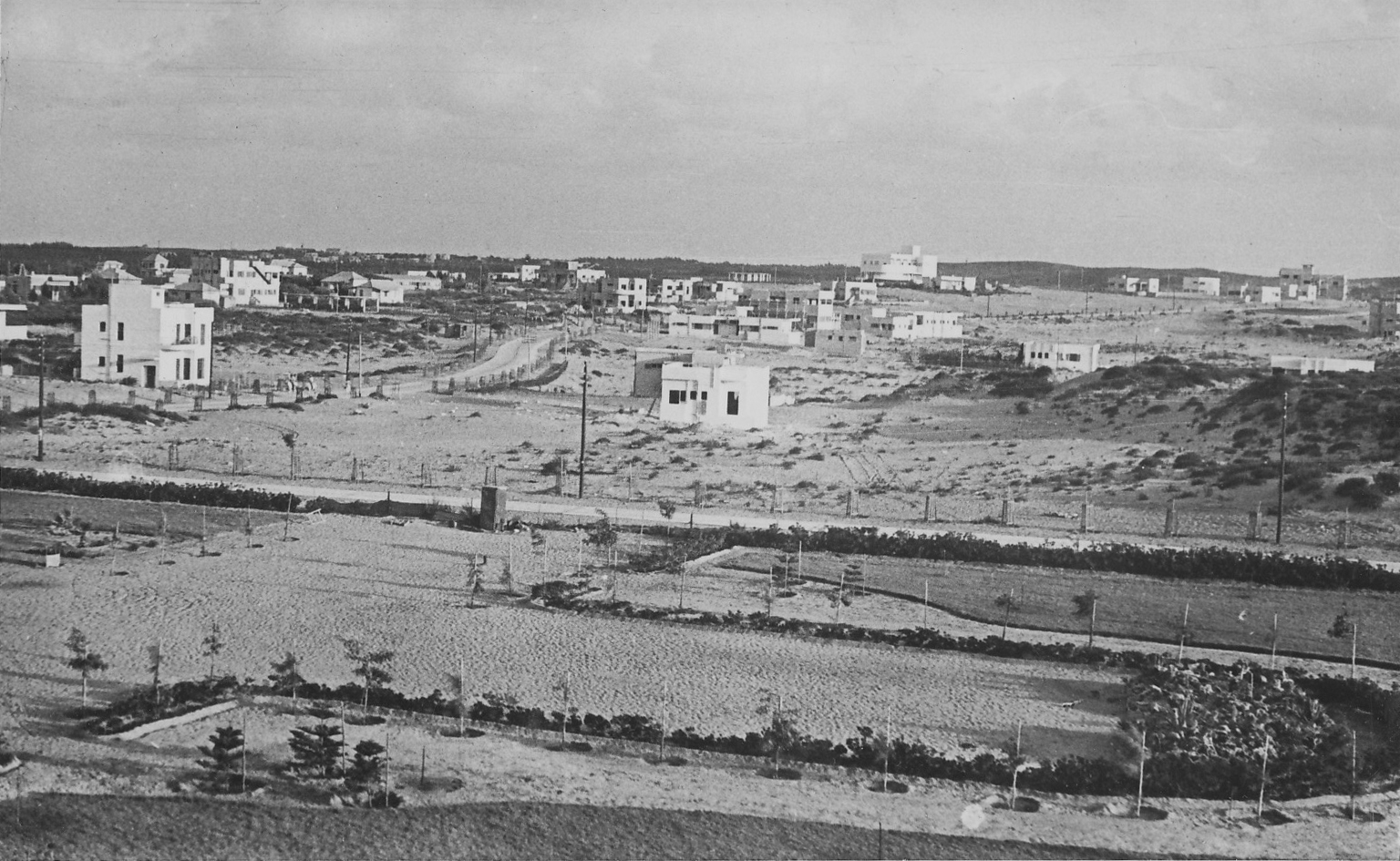
1930年代初頭

その後は堅調に発展し、1930年に幼稚園と商店が、1931年に学校が開設され、この間100人ほどが新たに入植した。1933年にはイギリスのホリデーという建築家がネタニヤ観光地化計画を発表。第一次都市計画では入植地を3地域に割り、海沿いの西部を観光地に、東部を農地や工業用地とし、中部に商業地や宅地、農園を配した。町内初のホテルであるテルアビブ・ホテルがオープンしたのも、また郊外にベン・ジオンとゲバの2地区が造営されたのも1933年のことである。
1934年に入っても発展は続いたが、この年ネタニヤ沿岸に350人ものユダヤ人不法移民を乗せた船がたどり着いた。ナチス・ドイツによるユダヤ人迫害が強まる一方、委任統治当局やイギリスがユダヤ人移民枠を抑制していたために不法移民は続き、不法移民船は1939年まで運航され、この間に少なくとも17隻が着岸。移民は上陸後、住民によって助けられた。産業では農業の多角化を図り、ジャムの生産工場を建てた。また、工業団地も整備した。ショーネ・ハラホット・シナゴーグが建てられたのもこの時期である。
1937年になると商業センターがオープンし、エイン・ハトチェレット地区が創設され、さらにネタニヤからテルアビブ、ハイファに至る道が開通した。1940年にはイギリス委任統治政府が地方議会を置き、初代議長にオベド・ベン・アミが選ばれた。1944年にネベ・イタマール入植地が建設され、これはのちに地区となった。1945年に高校が開校した。

### イスラエル独立
1947年、ネタニヤから4kmほどのエベン・エフーダ村近くで、ユダヤ人武装組織「エツェル」がイギリスの諜報員2人をユーカリの木で絞首刑に処した。エツェルのメンバー3人がイギリス側に絞首刑に処せられたことへの報復で、「兵長事件」と呼ばれた。同年11月にはネタニヤ発エルサレム行きのエゲッドバスがペタク・チクヴァで襲われた。翌年に第一次中東戦争が勃発すると、ネタニヤにはイギリス軍撤退後に大規模な軍事基地が置かれた。戦闘が沈静化した12月3日、ネタニヤは市に昇格した。これは新生イスラエルでは初めての市制施行であった。このとき、市の人口は9,000人ほどであった。

### 治安
ヨルダン川西岸地区のトゥルカレムからわずか14kmという立地ゆえ、市はパレスチナ側からの攻撃に悩まされてきた。とりわけ2002年3月の爆弾テロは「過越の虐殺」として知られる。しかし2004年に分離壁の建設がはじまってからは、攻撃件数は大幅に減った。

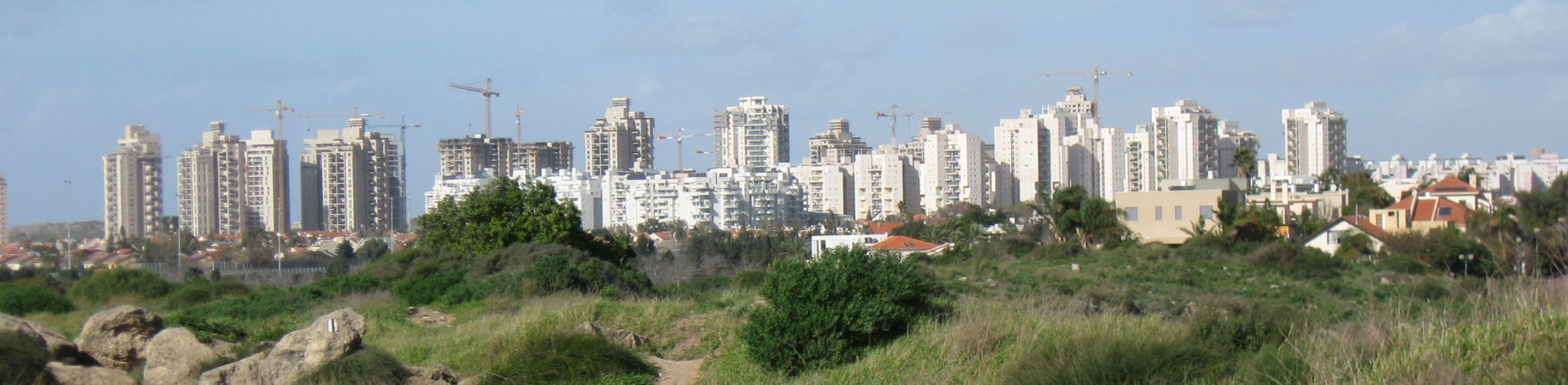
市南部、ポレグ地区のパノラマ

## 人口統計
| 総人口の移り変わり |         |
| 1929年             | 5       |
| 1931年             | 100     |
| 1948年             | 11,600  |
| 1955年             | 31,000  |
| 1961年             | 41,300  |
| 1972年             | 71,100  |
| 1983年             | 102,300 |
| 1995年             | 146,100 |
| 2008年             | 179,000 |

2008年の市の総人口は17万9000人で、前年比で1.4%増加した。人口密度は1平方kmあたり5993人。2001年にイスラエル中央統計局(CBS)が行った調査によれば、人口の99.9%がユダヤ人を主とした非アラブ系である。また同年、市は1546人の移民を受け入れた。CBSによると2001年の総人口の内訳は男性が7万8800人、女性が8万4900人で、世代別の人口構成は19歳以下が31.1%、20代が15.3%、30歳から44歳が17.2%、45歳から59歳が17.4%、60歳から64歳が4.2%、65歳以上が14.9%となっている。
住民を出身地別に分類すると、欧州とアメリカ州から6万3800人、北アフリカから3万200人、アジアから1万8100人、エチオピアから1万500人、イスラエル国内から3万8100人となっている。国内の生まれが9万200人、外国生まれが7万1300人いる。ここ20年ほどはフランスや旧ソ連諸国からの移住が多い。エチオピア系とペルシャ系のコミュニティは国内でも最大規模である。
2000年の時点でサラリーマンは5万8897人、自営業者は4,671人いる。前者の平均月収は4,905新シェケル (NIS) で、うち男性の平均は6,217NIS、女性の平均は3,603NISである。一方、後者の平均月収は6,379NISである。このほか、失業給付を受けているのが3,293人、最低所得保障を受けているのが1万4963人いる。
宗教ではおよそ半数が世俗的なユダヤ教を信奉しているが、正統派も幅を利かせている。

## 経済

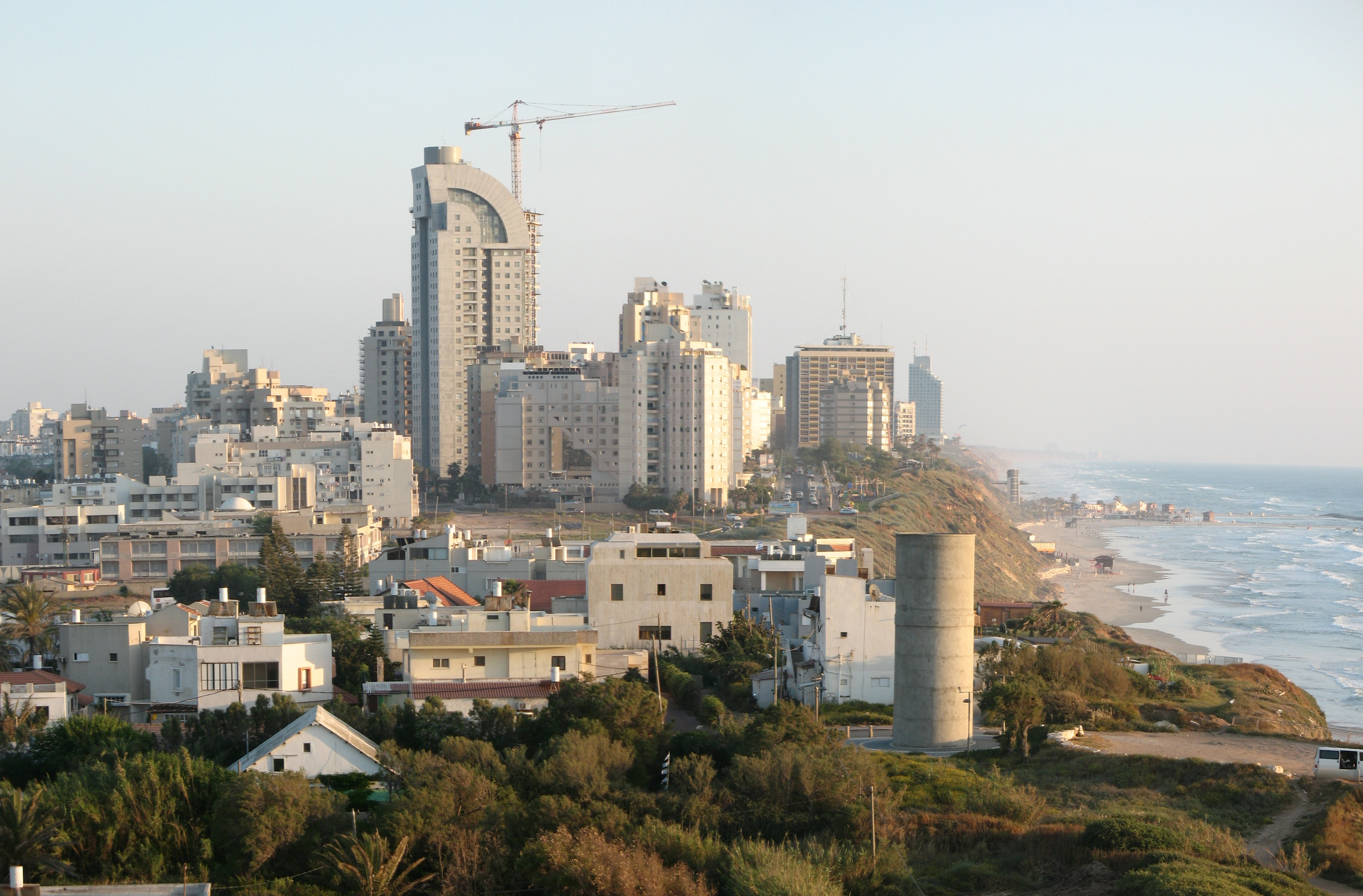
北部のビル群

経済は大部分が市内4箇所の工業団地に支えられている。このうち最も後にできた南部の団地にはイケアのほかハイテク関連の企業が進出している。観光も重要な産業で、市内には19軒のホテルがあり、部屋数は1,452室にのぼる。2006年の平均稼働率は51.7%。長大な海岸線と数多くの浜を当て込んでリゾートホテルやレストラン、ショッピングモールが立ち並ぶ。

## 地理

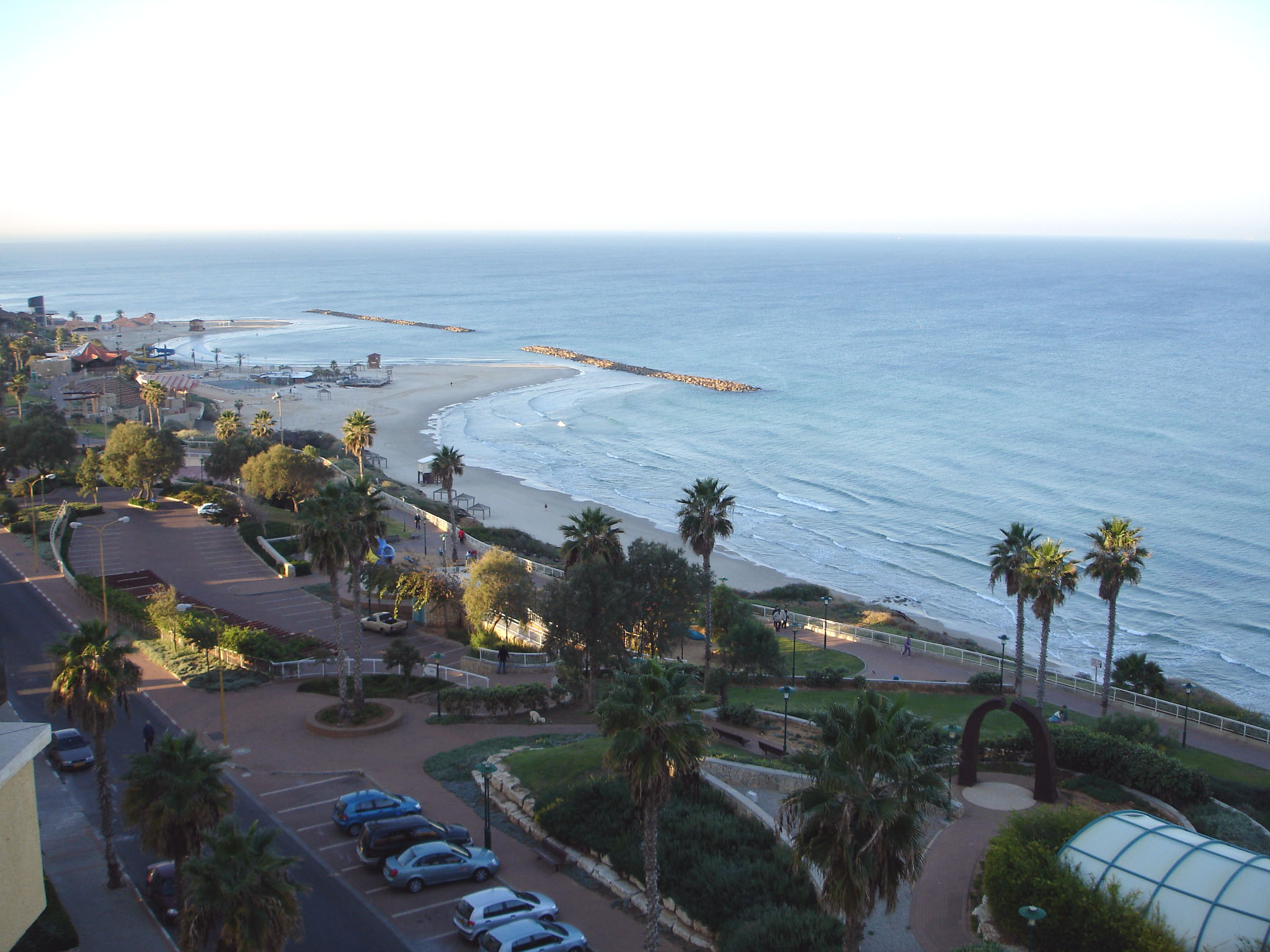
早朝のプロムナード（遊歩道）

古くからヨーロッパ、アフリカ、アジアをつないできた地中海岸平原に位置する。西には地中海が広がり、東にサマリア丘陵、南にこんにちのテルアビブ大都市圏、北にカルメル山がある。人口密度の高い地方にありながらも、付近の入植地を編入しながら成長したため市自体はほかの入植地から離れている。
市南部からグッシュ・ダン（テルアビブ大都市圏）の北端にあたるヘルツリーヤまでは、小規模なモシャブやキブツを除いて入植地がない。北はハデラまで、東はヨルダン川西岸地区のトゥルカレムまでも同様であるが、東のエメク・フェヘルやクファール・ヨナ、エベン・エフダにはキブツ・モシャブが集中して見られる。
市は地区に細分化されており、近年は南部の開発が沿岸部は高級住宅地として、内陸部は工業用地として進んでいる。公園としてはポレグ自然保護区やアイリセーズ・ドラ・レインプール自然公園が挙げられる。後者には世界最大のIris Atropurpurea（アヤメ科）の群落があり、公園中央の大きな水たまり（レインプール）は冬季は水で満たされるが、夏には干上がる。

## 交通
市内の公共交通はバス、鉄道、それにタクシーが主である。
ネタニヤ駅は市中心地近くにあり、西に高速2号線が通る。また、市南部やポレグ工業団地に近いベト・エホシュアにはベト・エホシュア駅が置かれている。両駅と市街の間はエゲッドバスが運行されているが、シャイ・リータクシーのほうが優勢である。イスラエル鉄道がテルアビブ、ビンヤミナ、ハデラ、ヘルツリーヤ、ロード、レホヴォト、アシュドッド、アシュケロンなどの主要都市へ直通列車を走らせている。
ネタニヤ中央バスステーションではエゲッドバスのエルサレム、ハイファ、エイラトなどへ向かう便が発着する。テルアビブ便は市内各所から出ている。またテルアビブとイスラエル北部の要衝として、高速2号線上のバスストップにはナザレ、ティベリアス、キリヤット・シュモナなど、北部の各都市に至るバスが集積する。ナテーブ・エクスプレスもテルアビブ、ブネイ・ブラク、ハデラなどに便を運行している。市内交通はエゲッド・ターブラのバス路線とシャイ・リータクシーが主である。

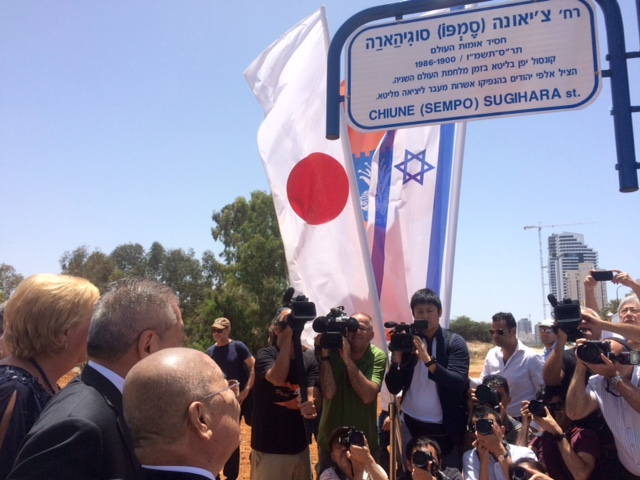
市内にあるスギハラ通り

市内に杉原千畝を記念したスギハラ通りがある。

## 文化

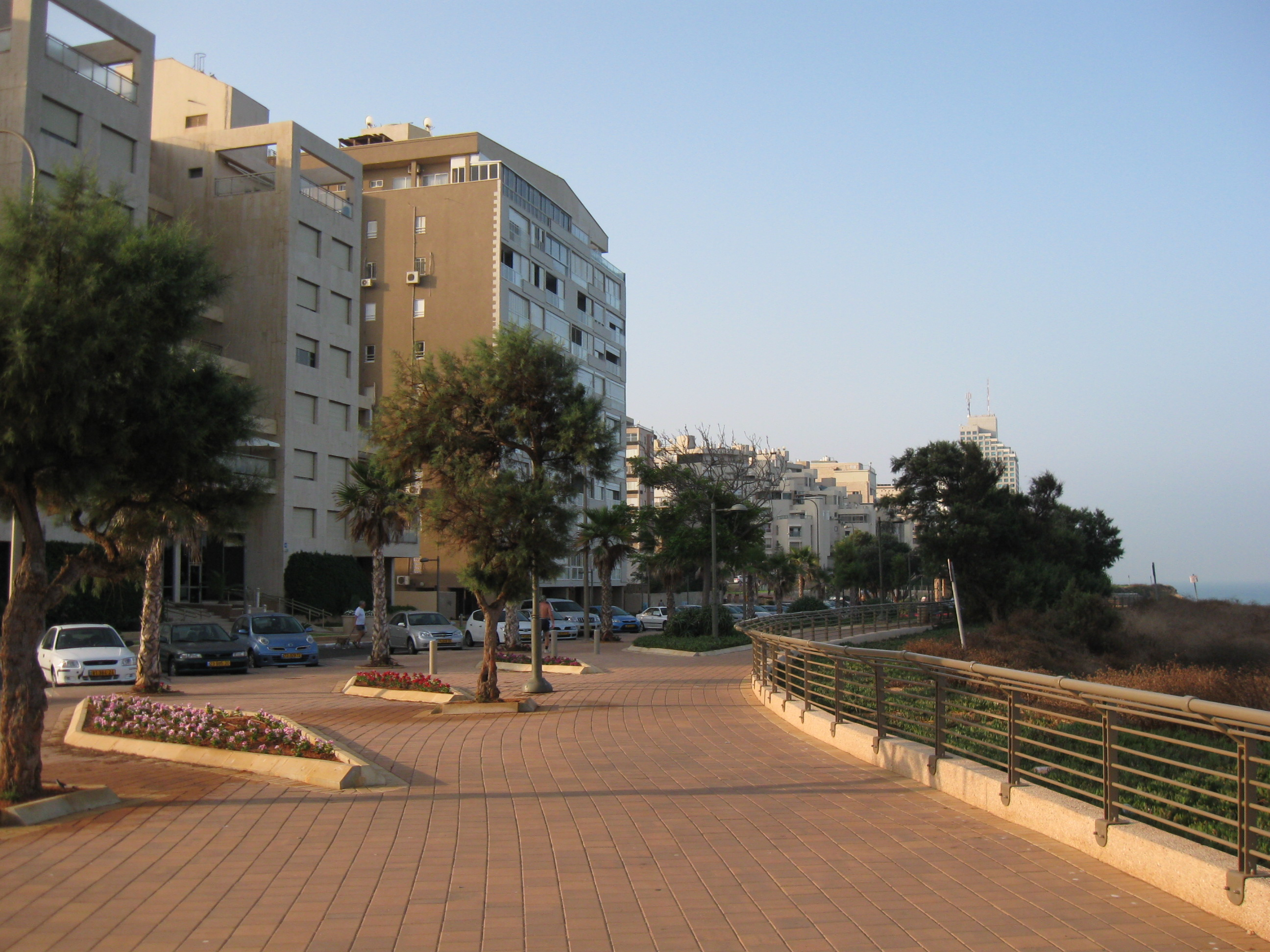
海沿いのプロムナード

地方の中核都市、また一観光地として、市内には多くの博物館や画廊がある。ネタニヤで最も古い、1928年に設立された農場には草創期の歴史を今に伝える「井戸屋敷」が残る。博物館としてはほかにイエメン・ユダヤ人の所有するイスラエル真珠博物館、シュロモ・ドロル芸術研究所、ディアミノン・ダイアモンド博物館などがあり、画廊はクリフ・ギャラリー、ゴシェル・ギャラリー、アベカシス・ギャラリー、フォース・ギャラリーなどが挙げられる。

## 教育
市の統計によると、市内には3万6544人の学生がいる。内訳は186箇所の幼稚園に5351人、小学校46校に1万6748人、高校16校に1万4445人。教育は市教育局がつかさどる。
高等教育機関にはオルト・ハーメリン・エンジニアリング・カレッジ、ジンマン物理教育・スポーツ科学カレッジ、レスリー・カレッジ、テスラー看護学校などがある が、複数の分野で修士号・博士号を取得できる大学は私立のネタニヤ・アカデミック・カレッジしかない。市の南にはワインゲート研究所と国立物理研究・スポーツセンターが立地する。また、ヘブライ語教育において有名なウルパン・アキバもある。

## スポーツ

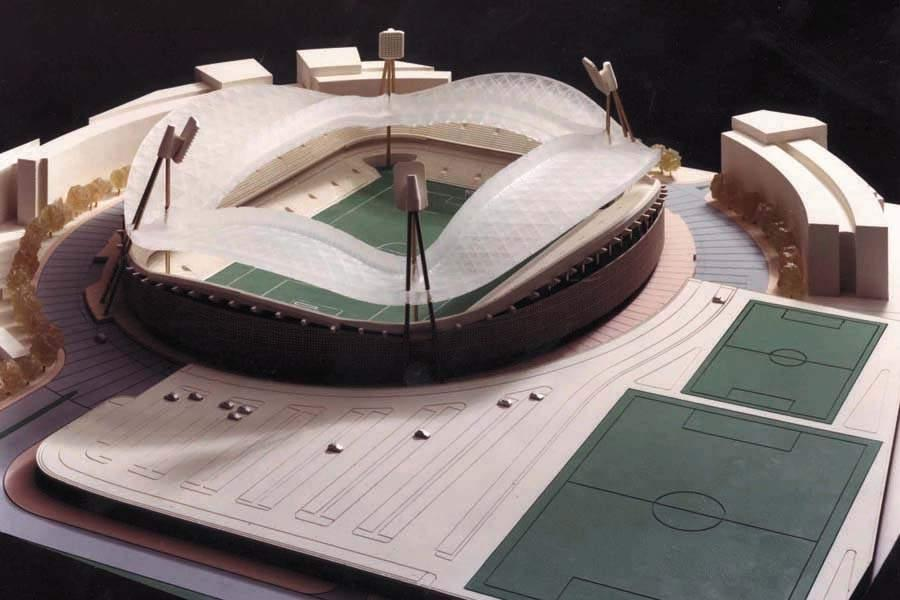
スタジアムの模型

市内には3つのサッカークラブがある。マッカビー・ネタニヤとそのライバルのベイタル・ネス・トゥブルク、それに国内4部でプレーするリガ・ベトである。バスケットボールではエリツール・ネタニヤが国内1部で、ハンドボールではハポエル・ネタニヤが2部でプレーする。イスラエル野球リーグ所属のネタニヤ・タイガースの本拠地でもある。「ネタニヤ─スポーツ都市」事業の一環でビーチサッカー競技場が建設され、国内選手権や国際的な「ダイアモンド・トーナメント」ゲームが行われた。
いずれもプロではないが、マッカビー・ネタニヤはボクシングとフェンシングのクラブを、ハポエル・ネタニヤは柔道と体操のクラブを運営している。
ネタニヤはイスラエルにおけるパラグライダーの本場でもある。適度な高さの崖と沖に向かって吹く強い風がパラグライダーにうってつけの環境をつくりだしている。崖沿いにビーチの上空を飛ぶグライダーの姿がよく見られる。

## 姉妹都市[12]
- ボーンマス（イギリス）
- シンシナティ（アメリカ合衆国、2000年締結）
- コモ（イタリア）
- ドルトムント（ドイツ）[13]
- ギーセン（ドイツ）
- ゴールドコースト（オーストラリア）
- ヤシ（ルーマニア）
- ニース（フランス）
- ノヴィ・ソンチ（ポーランド）[14]
- サルセル（フランス）
- シオーフォク（ハンガリー）
- スタヴァンゲル（ノルウェー）
- サニーアイルズビーチ（アメリカ合衆国）
- カセレス（スペイン）

## ゆかりの人物
- アバッテ・バリフン - ジャズサクソン奏者、作曲家
- アロン・マンデル - 競泳選手。北京オリンピックにも出場
- エリ・フィニッシュ - 俳優、コメディアン
- イミ・リヒテンフェルト - 武道家。クラヴ・マガを考案
- マルガリート・ツァンアミ - 歌手、司会者
- マリアーノ・イデルマン - 俳優、コメディアン
- マヤ・ブスキラ - 歌手
- モルデハイ・シュピーグラー - サッカー選手
- モシェ・グラム - サッカー選手
- オデッド・マチネス - サッカー選手
- アリク・シベク - バスケットボールコーチ
- シラツ・タル - ファッションモデル
- シュロモ・モラ - 政治家
- エクシェル・エフダー・ハルバースタム - 正統派のラビ（聖職者）
- 杉原千畝